# Горский замок
Горский замок (бел. Горскі замак) — бывший замок, который существовал y XVI—XVIII вв. в древнем городе Горы Великие (ныне носящем название Горы) Горецкого района Могилёвской области. Имел укрепления, построенные по нидерландской системе фортификации, основу которых образовывали земляные валы-куртины с 7 бастионами, a также широкий и глубокий ров.
9 октября 1654 года, во время войны России с Речью Посполитой, замок был занят войсками А. Н. Трубецкого под влиянием известия о капитуляции Смоленской крепости. В 1663 году «фортеция Горская» упоминается как очень разрушенная, но в документах 1680-х годов уже упоминаются замок и городской острог. В последний раз укреплении Горского замка пытался использовать в 1708 г. шведский король Карл XII. Позже Горский замок потерял свое военное значение.